# Немах
Немах (хебр. נעמה, значи пријатна) је лик из хебрејског мистицизма. Она је сукуба и пали анђео, и обично се сматра да је део Лилит, или у неком односу са њом. За Немах се верује да је била у односу са Адамом, исто као и Лилит. 
Име Немах се помиње у Старом завету, као ћерка Ламеха, сестра Тубал-Каина и полусестра Јубала (Пост 4,22). Можда је, а можда и није, жена Нојева, или Нојевог сина Хама. 
Немах се помиње и у Зохару, као једно од четири анђела проституције, љубавнице демона Самаела. Њене другарице сукубе су и Лилит, Еишет Зенуним и Аграт Бат Махлат. Обично се сматра ћерком Ламеха. Према Роберту Грејвсу, ова Немах је супротност оној Немах која се појављује у Старом завету. Немах се обично наводи као мајка демона Асмодаја, љубавника млађе Лилит (ћерке Лилит и Самаела).